# 自画像 (レンブラント、ウィーン)
『自画像』（じがぞう、独: Selbstbildnis、英: Self-Portrait）、または『大きな自画像』（おおきなじがぞう、独: Großes Selbstbildnis、英: Large Self-Portrait）は、17世紀オランダ絵画黄金時代の巨匠レンブラント・ファン・レインが1652年にキャンバス上に油彩で制作した絵画である。レンブラントが描いた40点以上の自画像のうちの1点で、1645年以降では最初のものである。構図的に彼の以前の自画像とは異なり、正面から自身を表しており、両手を腰に当て、自信に満ちている。レンブラントの経済的困窮が始まった年に描かれた作品で、以前の自画像で身に着けていた豪華な衣装とは決別している。美術史家のクリストファー・ホワイト (Christopher White) は、この絵画を「これら (晩年の) 作品中で最も堂々としていて、かつ陰鬱な作品の1つ」と呼んだ。現在、ウィーンの美術史美術館に所蔵されている。

## 作品

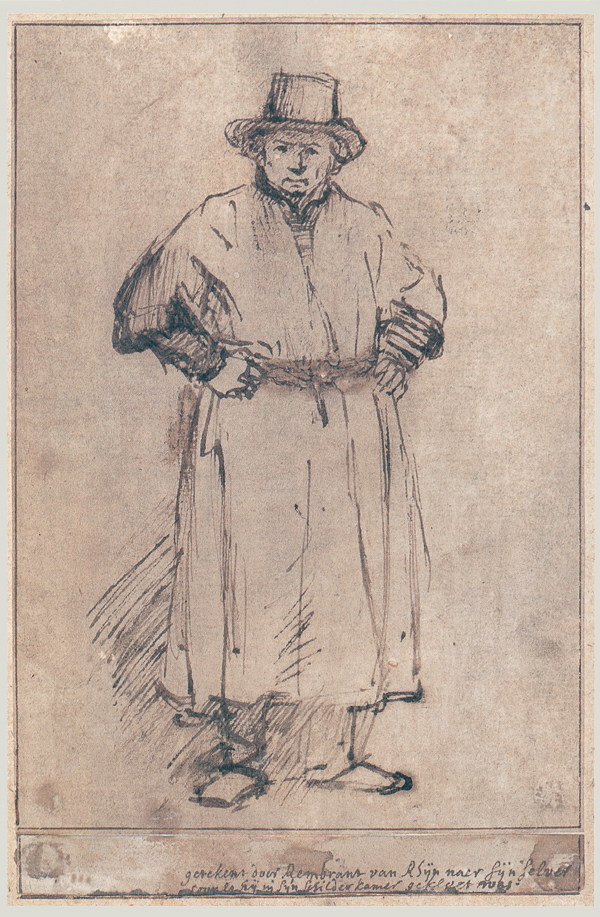
レンブラント『全身の自画像』 (1650年ごろ)。茶色の紙上にペンと茶色のインク。レンブラントが紙に描いた唯一の全身の自画像で、美術史美術館の『自画像』の習作として描かれたのかもしれない。

闊達に描かれた衣服はおそらく仕事着であった茶色の衣服で、それはサッシュで締められ、上向きのカラーのある黒いプールポワンの上に羽織られている。色彩の点では、茶と黒の色調が異なった陰影で用いられている。また、表面の筆触は平らで幅広く、明るく照らされた顔の部分にのみ輪郭が描かれている。
1650年ごろに制作された素描はレンブラントの姿をほとんど同じポーズと服装で表しており、レンブラントの手になるものではない銘文には、それが彼の仕事着であることが記されている。その素描でレンブラントは帽子を被っているが、絵画では16世紀の画家たちの自画像に由来する黒いベレー帽を被っている。

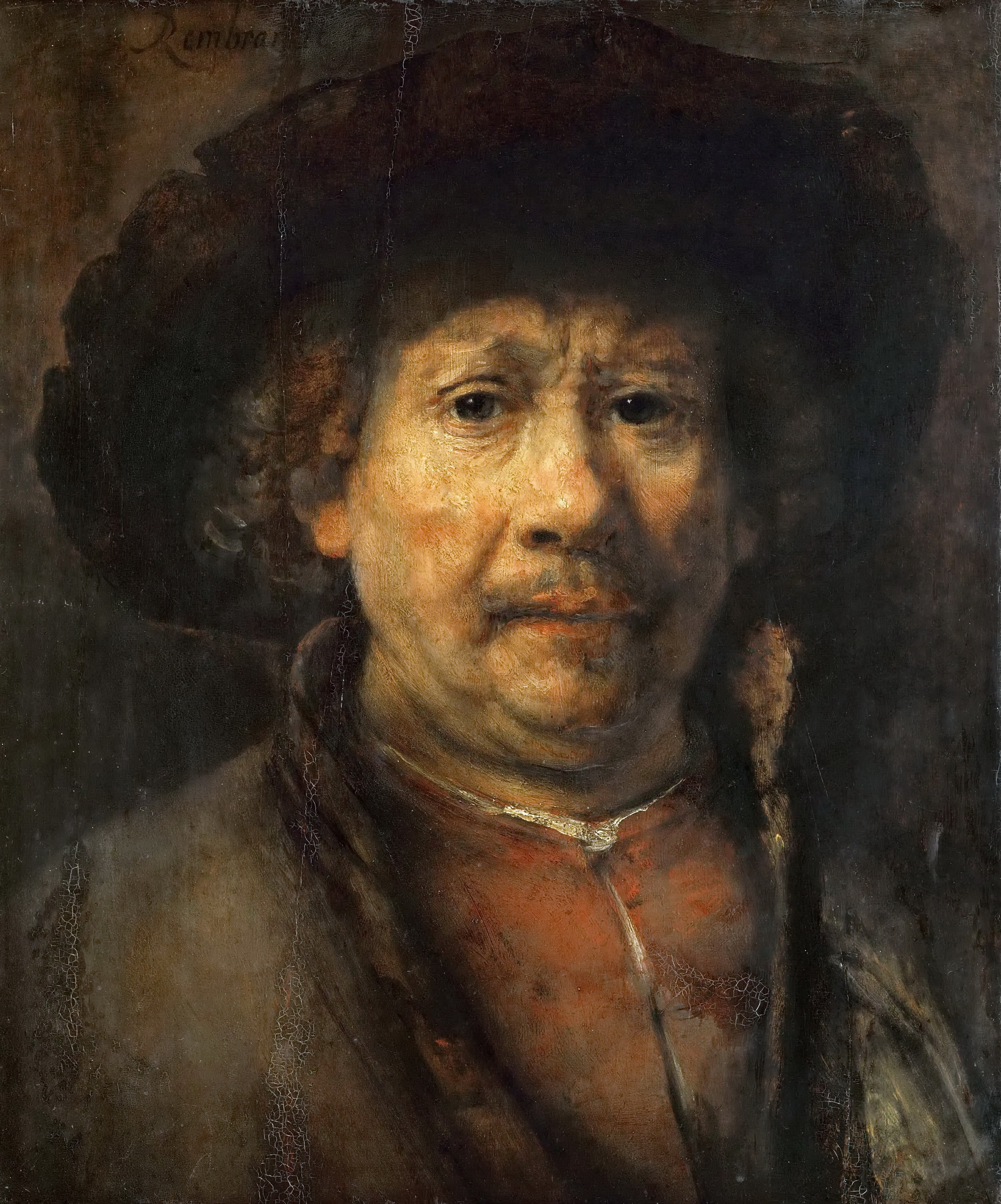
レンブラント『自画像』 (1655年)、板上に油彩。 48.9 x 40.2センチ、美術史美術館、ウィーン

レンブラントは7年間ほど自画像を描かず、代わりに風景や親密な家庭の情景を集中的に描いていた。その時期を経た後のウィーンの『自画像』は、1669年にレンブラントが死去するまでほぼ毎年1作描いた自画像の先駆けとなった 。それらの自画像が主に自身を表現することに対する、より深い個人的な関心の表れであるとする一本的な解釈とは異なり、研究者のエルンスト・ファン・デ・ウェテリング (Ernst van de Wetering) は、それらの自画像が著名な芸術家の自画像を収集していた芸術通のために特別に制作されたものであると提唱している。
ほかのレンブラント晩年の肖像画や自画像同様に本作の陰の部分には下塗りが透けて見え、とりわけ眼窩と口髭の下に顕著である。顕微鏡を使った分析によると、これは類似している灰色の地塗りではなく、別の下塗りであることがわかった。絵画の特別な部分の準備として用いられたこの部分的な下塗りはフェルメールも用いたものであるが、その目的な完全にはわかっていない。
本作は、やはり美術史美術館にある1655年ごろの『自画像』との強い類似性が指摘されている。その『自画像』もまた正面向きの角度、照明、そして非公式な服装を身に着けているが、レンブラントの顔はより老けて見える。
なお、別の画家が、レンブラントの息子ティトゥス・ファン・レインをレンブラントの様式で描いた肖像画は、この『自画像』のポーズをなぞっている。